# Melissa van Hoorn
Melissa Kashiku van Hoorn (Leuven, 1979) is een Nederlandse milieukundige, GroenLinks-politicus en bestuurder van Congolese afkomst. Sinds 29 maart 2023 is zij lid van de Provinciale Staten en fractievoorzitter van GroenLinks van Groningen.

## Biografie
Van Hoorn is geboren in het Belgische Leuven als dochter van een Congolese vader en Nederlandse moeder, die elkaar daar hebben ontmoet tijdens hun studie geneeskunde. Ze is opgegroeid in en rond Groningen, onder andere in De Onlanden. Ze studeerde milieukunde aan de Wageningen Universiteit en studeerde af in milieutoxicologie. Ze deed onderzoek naar de achteruitgang van kikkers in Nederland. Ze heeft in Canada en Paraguay gewoond, waar ze ecologisch onderzoek deed in riviertakken en vrijwilligerswerk deed in het watermanagement. Terug in Nederland werkte ze voor diverse overheden aan de waterkwaliteit, klimaatadaptatie en milieuverontreiniging in de provincie Groningen en Drenthe, de Waddenzee en in Afrika.
Van Hoorn was tot haar benoeming als gedeputeerde leidinggevende bij het waterschap Noorderzijlvest en de Regionale Uitvoeringsdienst Drenthe. Van 2019 tot 2022 was zij lid van de Provinciale Staten van Groningen. Vanaf 26 januari 2022 was zij lid van de Gedeputeerde Staten van Groningen als opvolger van Nienke Homan en had zij in haar portefeuille Energietransitie en Regionale Energie Strategie (RES), Klimaatadaptatie, Water, Nationaal Programma Groningen (eerste aanspreekpunt) en Gebied Zuidoost-Groningen (Westerwolde, Stadskanaal, Pekela).
Van Hoorn was lijsttrekker van GroenLinks voor de Provinciale Statenverkiezingen van 2023. Sinds 29 maart 2023 is zij opnieuw lid van de Provinciale Staten van Groningen en fractievoorzitter van GroenLinks. Op 5 juli dat jaar eindigde haar ambt als gedeputeerde.